# Désiree Hamelink
Désiree Hamelink (19 september 1981) is een Nederlandse schaakster. In 2002 werd haar door de FIDE de titel Internationaal Meester voor vrouwen (WIM) toegekend.

## Toernooien
- In 1999 speelde ze mee in het Europese jeugdkampioenschap en was met 5.5 punt de beste bij de vrouwen.
- Ze speelde ook in de "Deutsche Schachjugend" in 2000 en eindigde daar op de 18e plaats.
- In het NK toernooi voor dames in 2002 werd Hamelink derde, terwijl Zhaoqin Peng de eerste plaats bezette. In het Dieren open werd ze 51e. Vervolgens nam ze ook deel aan de Schaakolympiade te Bled in 2002.[1]
- Op 2 april 2005 speelde ze mee in de schaakmarathon van Spijkenisse die door Rick Lahaye gewonnen werd. Hamelink deelde samen met Chiel van Oosterom de tweede plaats.
- Van 10 t/m 24 juni 2005 werd in Moldavië het individuele kampioenschap van Europa gespeeld dat met 9 punten uit 12 ronden gewonnen werd door de Oekraïense grootmeester bij de dames Kateryna Lahno. Hamelink behaalde 4.5 punt.[2]
- Van 30 juli t/m 7 augustus 2005 speelde ze in het Europees teamkampioenschap dat in Göteborg gespeeld werd. Polen werd eerste en Nederland eindigde op de tiende plaats.
- Bij het NK schaken in 2007 werd ze 2e bij de vrouwen.